# Шуркушерга
Шуркушерга (мар. Шур Кушыргы) — деревня в Горномарийском районе Марий Эл Российской Федерации. Входит в состав Пайгусовского сельского поселения.
Численность населения — 23 чел. (2014 год).

## География
Располагается в 19 км от административного центра сельского поселения — села Пайгусово.

## История
Марийское название происходит от слов «Шур» (название реки Сура) и «кого шыргы» — большой лес. Деревня основана в 1929 году.

## Население
| 2002 | 2010 | 2014 |
| ---- | ---- | ---- |
| 27   | ↘21  | ↗23  |